# Rede de área metropolitana
MAN significa “Metropolitan Area Network”, ou seja, rede de área metropolitana. São projetadas justamente para interconectar sistemas de cidades próximas ou de uma região metropolitana.
Este tipo de rede é caracterizado por ter um alcance maior que as do tipo LANs. Além disso, apresentam uma boa relação custo/benefício pois oferecem uma relação melhor que as redes WANs, por um custo semelhante ao das redes LANs.

## Aplicações

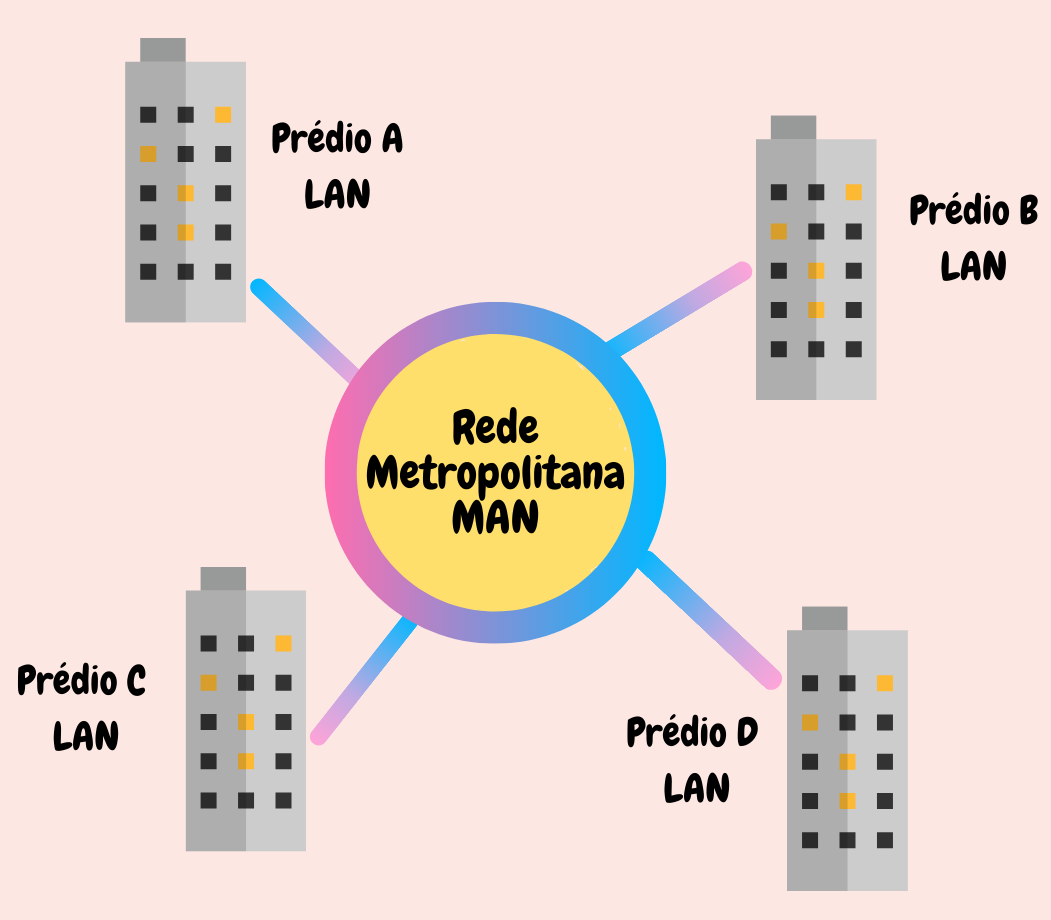

- Interligação entre as LANs dos escritórios de uma empresa que se encontram dispersos em uma cidade;
- Interligação de LANs de um câmpus universitário que tem sedes espalhadas em uma mesma região metropolitana;
- Provedores de banda-larga de uma cidade.

## História
Esse sistema cresceu a partir de antigos sistemas de antenas comunitárias usadas em áreas com fraca recepção do sinal de televisão pelo ar. Nesses primeiros sistemas, uma grande antena era colocada no alto de uma colina próxima e o sinal era então conduzido até a casa dos assinantes. Com o tempo algumas empresas começaram a entrar no negócio, obtendo concessões dos governos municipais para conectar por fio cidades inteiras. A etapa seguinte foi a programação de televisão e até mesmo canais inteiros criados apenas para transmissão por cabos. Com frequência, esses canais eram altamente especializados, oferecendo apenas notícias, apenas esportes, apenas culinária, apenas jardinagem, e assim por diante. Entretanto, desde sua concepção até o final da década de 1990, eles se destinam somente à recepção de televisão.
A partir do momento que a Internet atraiu uma audiência de massa, as operadoras de redes de TV a cabo, começaram a perceber que, com algumas mudanças no sistema, elas poderiam oferecer serviços da Internet de mão dupla em partes não utilizadas do espectro. Nesse momento, o sistema de TV a cabo começou a se transformar, passando de uma forma de distribuição de televisão para uma rede metropolitana.
A televisão a cabo, porém, não é o único exemplo atual de MAN. Os desenvolvimentos mais recentes para acesso à internet de alta velocidade sem fio resultaram em outra MAN, que foi padronizada como IEEE 802.16